# Raïon de Khotsimsk
Le raïon de Khotsimsk (en biélorusse : Хоцімскі раён, Khotsimsk raïon) ou raïon de Khotimsk (en russe : Хотимский район, Khotimski raïon) est une subdivision de la voblast de Moguilev, en Biélorussie. Son centre administratif est la commune urbaine de Khotsimsk.

## Géographie
Le raïon couvre une superficie de 858,87 km2, dans le sud-est de la voblast. Le raïon de Khotsimsk est limité par la Russie au nord-est (oblast de Smolensk) et au sud-est (oblast de Briansk), et à l'ouest par le raïon de Kastsioukovitchy et le raïon de Klimavitchy.

## Histoire
Le raïon de Khotsimsk a été créé le 17 juillet 1924.

## Population

### Démographie
Les résultats des recensements de la population (*) font apparaître une baisse continue de la population depuis 1959. Ce déclin s'est accéléré dans les premières années du XXIe siècle :
| 1959*  | 1970*  | 1979*  | 1989*  | 1999*  | 2009*  |
| ------ | ------ | ------ | ------ | ------ | ------ |
| 24 928 | 21 862 | 19 372 | 18 351 | 17 125 | 13 057 |

### Nationalités
Selon les résultats du recensement de 2009, la population du raïon se composait de deux nationalités principales :
- 91,96 % de Biélorusses ;
- 6,92 % de Russes.

### Langues
En 2009, la langue maternelle était le biélorusse pour 75,45 % des habitants du raïon de Khotsimsk et le russe pour 24 %. Le biélorusse était parlé à la maison par 37,8 % de la population et le russe par 61,8 %.